# Ганхуягийн Уурцолмон
Ганхуягийн Уурцолмон (род. 1967, Менгенморьт, Туве) — монгольский самбист, чемпион (1989, 1992) серебряный (1993) и бронзовый (1990, 1994) призёр чемпионатов мира, победитель розыгрыша Кубка мира 1989 года в Улан-Баторе. Выступал в полулёгкой (до 57 кг) и лёгкой (до 62 кг) весовых категориях. В 1993 году ему было присвоено звание Заслуженный спортсмен Монголии по самбо.